# Rugby 7 en los Juegos Asiáticos 2002
El Rugby 7 en los Juegos Asiáticos de 2002 se jugó entre el 30 de septiembre y 1 de octubre de 2002 en el Estadio Público de Ulsan, participaron 8 selecciones de Asia.
Corea del Sur venció en la final a China Taipéi para ganar la medalla de oro.

## Resultados

### Grupo A
| Pos | Países        | Partidos | Partidos | Partidos | Partidos | Tantos | Tantos | Tantos | Pts |
| Pos | Países        | J        | G        | E        | P        | PF     | PC     | DP     | Pts |
| --- | ------------- | -------- | -------- | -------- | -------- | ------ | ------ | ------ | --- |
| 1   | Corea del Sur | 3        | 3        | 0        | 0        | 115    | 24     | +91    | 9   |
| 2   | Tailandia     | 3        | 2        | 0        | 1        | 62     | 47     | +15    | 7   |
| 3   | Sri Lanka     | 3        | 1        | 0        | 2        | 33     | 89     | -56    | 5   |
| 4   | Malasia       | 3        | 0        | 0        | 3        | 24     | 74     | -50    | 3   |

### Grupo B
| Pos | Países       | Partidos | Partidos | Partidos | Partidos | Tantos | Tantos | Tantos | Pts |
| Pos | Países       | J        | G        | E        | P        | PF     | PC     | DP     | Pts |
| --- | ------------ | -------- | -------- | -------- | -------- | ------ | ------ | ------ | --- |
| 1   | China Taipéi | 3        | 3        | 0        | 0        | 70     | 7      | +63    | 9   |
| 2   | Japón        | 3        | 2        | 0        | 1        | 71     | 39     | +32    | 7   |
| 3   | China        | 3        | 1        | 0        | 2        | 35     | 52     | -17    | 5   |
| 4   | Hong Kong    | 3        | 0        | 0        | 3        | 24     | 102    | -78    | 3   |

#### Quinto puesto
|  | Quinto puesto |           |    |  |
|  |               |           |    |  |
|  | China         | China     | 24 |  |
|  | China         | China     | 24 |  |
|  | Sri Lanka     | Sri Lanka | 14 |  |
|  | Sri Lanka     | Sri Lanka | 14 |  |

#### Fase final
|  | Semifinales   | Semifinales   | Semifinales  |              |               | Oro           | Oro       | Oro    |  |
|  |               |               |              |              |               |               |           |        |  |
|  |               |               |              |              |               |               |           |        |  |
|  | Corea del Sur | Corea del Sur | 24           |              |               |               |           |        |  |
|  | Corea del Sur | Corea del Sur | 24           |              |               |               |           |        |  |
|  | Japón         | Japón         | 7            |              |               |               |           |        |  |
|  | Japón         | Japón         | 7            |              | Corea del Sur | Corea del Sur | 33        |        |  |
|  |               |               |              |              | Corea del Sur | Corea del Sur | 33        |        |  |
|  |               |               | China Taipéi | China Taipéi | 21            |               |           |        |  |
|  | China Taipéi  | China Taipéi  | China Taipéi | China Taipéi | 21            | 19            |           |        |  |
|  | China Taipéi  | China Taipéi  |              |              |               | 19            |           |        |  |
|  | Tailandia     | Tailandia     | 0            |              |               | Bronce        | Bronce    | Bronce |  |
|  | Tailandia     | Tailandia     | 0            |              |               | Bronce        | Bronce    | Bronce |  |
|  |               |               |              |              |               |               |           |        |  |
|  |               |               |              |              |               | Tailandia     | Tailandia | 17     |  |
|  |               |               |              |              |               | Tailandia     | Tailandia | 17     |  |
|  |               |               |              |              |               | Japón         | Japón     | 14     |  |
|  |               |               |              |              |               | Japón         | Japón     | 14     |  |
|  |               |               |              |              |               |               |           |        |  |